# Cornelis van Dalen

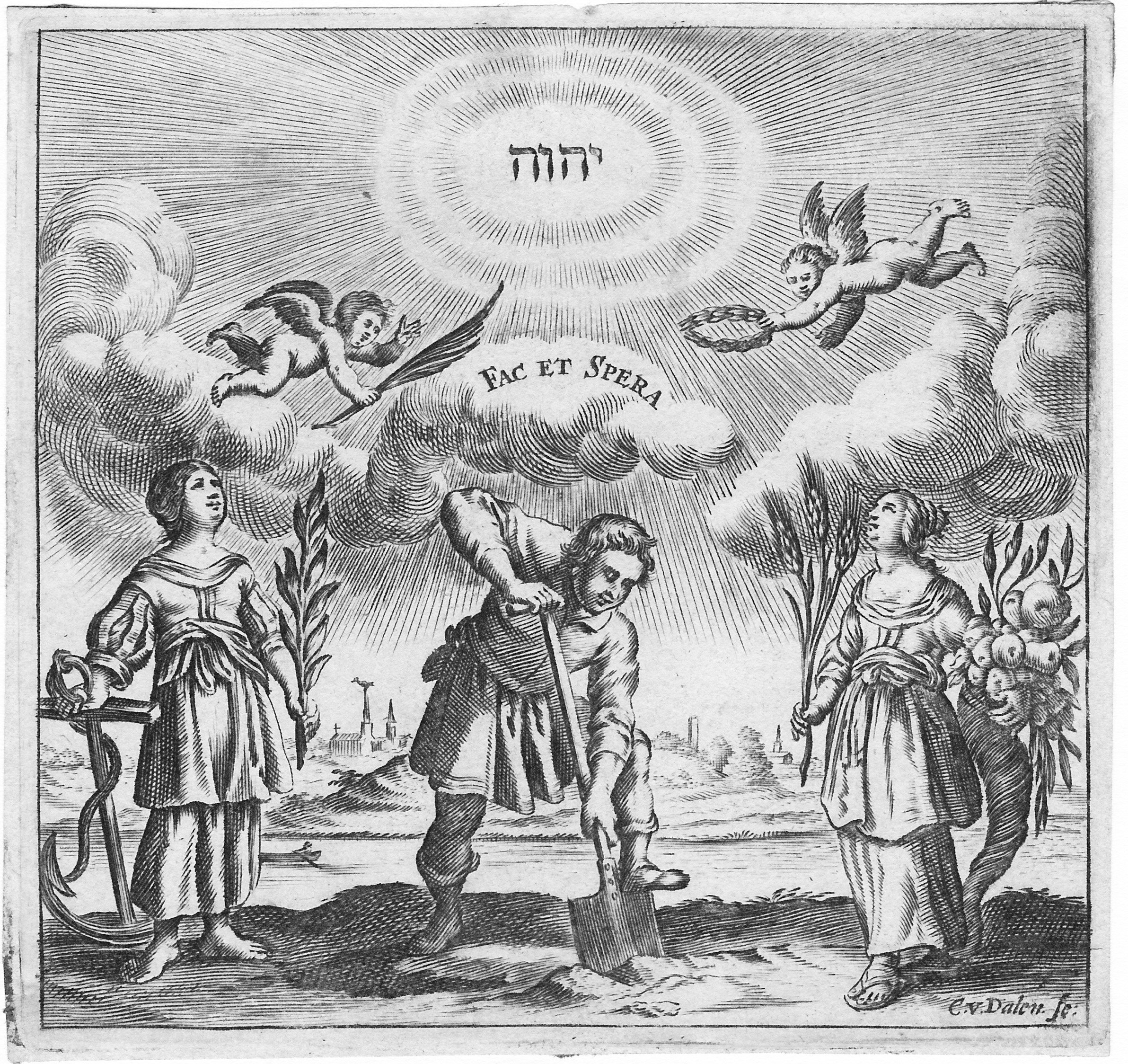
Cornelis van Dalen: Allegorie der Arbeit und Hoffnung. Kupferstich, Mitte des 17. Jahrhunderts

Vater und Sohn Cornelis van Dalen (I., de Oude; * um 1602; begraben 7. April 1665 Amsterdam, sowie II., de Jonge, getauft 28. Dezember 1638 Amsterdam; † vor 9. September 1664) waren zwei niederländische Zeichner, Kupferstecher und Verleger von Druckgrafik in Amsterdam.
Ihre Zeichnungen und Stiche zeigen Landschaften, Porträts, als Beiwerk oder Einzelmotive gern allegorische oder mythologische Figuren, dabei viele Buchtitel, -vignetten und -illustrationen. Die Reproduktionsstiche des Vaters (darunter datierte von 1631 bis 1657) sind vornehmlich nach Vorlagen niederländischer Zeitgenossen, die des Sohnes eher nach italienischen Porträts gearbeitet (von ihm existieren datierte und signierte Blätter von 1655 bis 1659). Beider Werke sind nicht in allen Fällen sicher auseinanderzuhalten.